# Sot de Chera
Sot de Chera es un municipio de la Comunidad Valenciana, España. Situado al norte de la provincia de Valencia, en la comarca de Los Serranos. Su población es de 432 habitantes (INE 2024). Se trata de un municipio castellanohablante, en el que el castellano cuenta con el predominio lingüístico reconocido legalmente.

## Geografía

Localización en la comarca de Los Serranos

El término municipal está recorrido por el río Sot o Reatillo, afluente del Turia por su margen derecha, que nace en el paraje de Las Fuentes, a unos seis kilómetros del núcleo urbano. Este curso fluvial discurre de oeste a este, encajado en un sistema rocoso, y configura un paisaje de valor ambiental y turístico. En su paso por la población se han acondicionado piscinas naturales, y sus aguas se destinan tanto al consumo humano como al riego de las huertas locales. El relieve del municipio es muy accidentado, con altitudes comprendidas entre los 250 m en el fondo del valle y los 950 m en las cumbres más elevadas, lo que condiciona notablemente el aprovechamiento agrícola del terreno. Desde el punto de vista estructural, Sot de Chera se enmarca en un anticlinal jurásico de orientación ibérica que desciende desde la provincia de Cuenca hasta los piedemontes de la Huerta Valenciana. Esta singularidad geológica propició la declaración del parque natural de Chera-Sot de Chera, el cual contiene valores medioambientales, paisajísticos y culturales, es considerado el primer parque geológico de la Comunidad Valenciana y uno de los tres existentes en España.
El territorio municipal presenta una abundancia de fuentes naturales, algunas tradicionalmente consideradas medicinales, entre las que destacan Santa María, Feig, Ramblizo y la del Tío Fausto, muchas de ellas ubicadas en áreas recreativas. Geológicamente, el suelo está compuesto por materiales calcáreos y margosos del Mesozoico, muy fracturados, que han dado lugar a un paisaje kárstico con formaciones como dolinas, simas, cuevas, lapiaces y surgencias En diversos puntos del municipio pueden observarse deformaciones en los estratos causadas por el Plegamiento Alpino, siendo el anticlinal de Sot una de las estructuras más representativas
Asimismo, se han identificado fósiles pertenecientes a la serie conocida como Margas de Sot de Chera, de notable interés geológico.

## Acceso

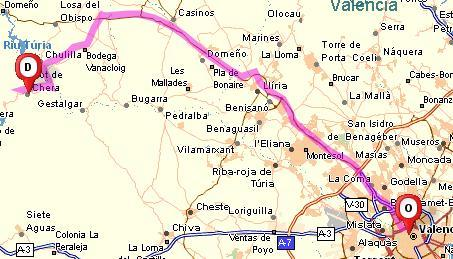
Acceso 1

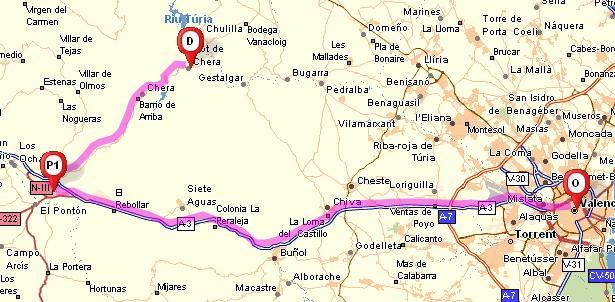
Acceso 2

Existen dos rutas de acceso a Sot de Chera tomando como punto de partida la capital de la provincia, Valencia, que se detallan a continuación:
Tomando la CV-35 (carretera de Ademuz) hasta enlazar con la CV-395 dirección Chulilla. A 10 km de este municipio se encuentra Sot de Chera. Dista de la capital del Turia 67 km.
Por la A-3 (carretera de Madrid) hasta desviarnos en Requena dirección Chera, a 10 km de este municipio se encuentra Sot de Chera. Dista 100 km de Valencia.
En cuanto al transporte público, existen varias líneas de autobús que conectan Sot de Chera con localidades cercanas y con la capital provincial: la línea Valencia - Requena (operada por Alsina Graells / La Requenense), la línea Requena - Chera: (gestionada por Autocares Cervera.) y la línea Valencia - Sot de Chera (a cargo de La Hispano Chelvana).
Además, la estación de tren más cercana es la de Requena, perteneciente a la red de RENFE, que facilita la conexión ferroviaria con Valencia y otras localidades de la Comunidad Valenciana.

### Localidades limítrofes
El término municipal de Sot de Chera limita con los siguientes términos:Loriguilla, Chulilla, Gestalgar y Chera todos ellos de la provincia de Valencia.

## Historia

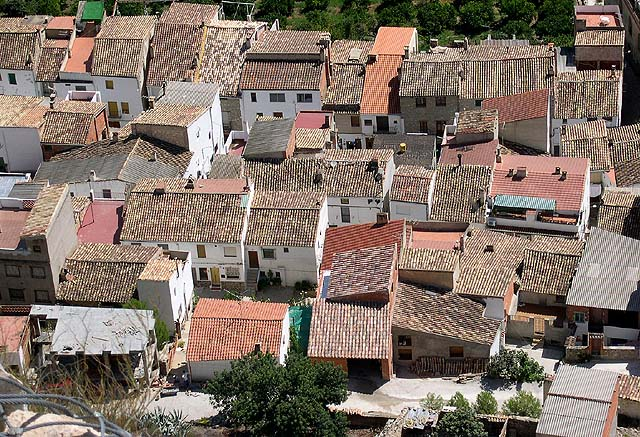
Barrio de Sot de Chera

Aunque se carece de datos exactos, parece que tuvo asentamientos íberos, ya que se han encontrado monedas y vasijas en el paraje conocido como "Los Casericios" además de un acueducto musulmán en las cercanías de la población.
En el barrio del castillo, en la misma población, existen unas galerías excavadas en el suelo en las que aparecieron fragmentos de cerámica de vasos hechos a torno y con decoración geométrica pintada en rojo y negro, aunque existe duda sobre su atribución, pues igualmente pueden ser íberas como de tiempos musulmanes, identificación esta última que parece más correcta por las características de la construcción en la que se hallaron. De tiempos romanos es, sin duda, la cerámica que se recoge en la cueva de Tarraque.
Durante la dominación musulmana se denominó Xera. El castillo se edificó en un promontorio situado a orillas del río Sot y a los pies de esta fortaleza se formó el pueblo que, por hallarse bajo de ella se llamó Sot de Chera, compuesto del latín saltus (paso estrecho) y el prerromano chera (peña).
El 10 de enero de 1540 se firmó la carta puebla de Sot de Chera, un documento por el cual Miguel Ángel de Mompalau, señor de la baronía de Gestalgar y Sot de Chera, concedía oficialmente tierras y derechos a 12 habitantes, reconociéndolos como vecinos del lugar. A través de esta escritura, se establecían las condiciones, derechos y obligaciones que debían cumplir en adelante como pobladores del municipio.
En 1654, Gaspar de Mompalau ordenó el replanteo y marcaje de los límites territoriales mediante el levantamiento de nuevos hitos, con el propósito de evitar conflictos sobre la delimitación del término municipal. Estos hitos ya existían desde tiempos antiguos, aunque se encontraban deteriorados o desaparecidos.
En 1812, la guerrilla dirigida por Romeu, originario de los alrededores de Siete Aguas, se adentró en Sot de Chera, localidad que había sido elegida por su ubicación estratégica para reunir a varios líderes guerrilleros que operaban en las zonas de Cuenca y Teruel. El 5 de junio, el municipio fue invadido por tropas francesas bajo el mando del capitán Lacroix, quien logró capturar a Romeu. Este fue trasladado primero a Llíria y luego a Valencia, donde fue ejecutado en la horca el 12 de junio de 1812, en la plaza del Mercado Central. En Sot de Chera, el resto de su grupo fue detenido y cuarenta y cinco de sus hombres fueron fusilados.
En 1836, los vecinos del caserío de Chera presentaron una solicitud al gobernador civil para separarse administrativamente de Sot de Chera. Finalmente, el 1 de enero de 1841, se constituyó oficialmente el nuevo ayuntamiento de Chera.

## Demografía
Sot de Chera cuenta con una población de 432 habitantes (INE 2024).
| Gráfica de evolución demográfica de Sot de Chera entre 1842 y 2021                                                  |
| |
| Población de derecho según los censos de población del INE Población de hecho según los censos de población del INE |

La mayoría de la población de Sot de Chera es de nacionalidad española, un 92 %. El porcentaje restante queda repartido entre América y la Unión Europea y África.
En Sot de Chera hay prácticamente el mismo número de hombres que de mujeres, siendo el número de éstas ligeramente superior.. Encontramos los mayores niveles de población en torno a los 65-69 años y 70-74 años en ambos sexos. En edades superiores la mujer tiene más presencia debido a su mayor longevidad. La presencia de menores de 25 años es muy reducida en comparación con el resto de márgenes de edad.

## Economía
Sot de Chera es un pueblo eminentemente agrícola.La agricultura es intensiva, por hallarse muy repartida la propiedad en parcelas pequeñas, de modo que resultan casi indivisibles. Produce el término toda clase de cereales, legumbres, y hortalizas.
En árboles frutales tiene la variedad de los países del Mediterráneo: albaricoqueros, almendros, algarrobos, melocotoneros, olivos, ciruelos, manzanos, perales, destaca el cultivo del naranjo.
La ganadería es de lanar y porcina. En cuanto a la industria antiguamente la más común era la de la transformación del caolín, cuyas minas ya eran explotadas en el siglo XIX.

## Administración y política
| Periodo   | Nombre                                                                    | Partido                                   |
| --------- | ------------------------------------------------------------------------- | ----------------------------------------- |
| 1979-1983 | Pedro Mínguez Royuela                                                     | PP                                        |
| 1983-1987 | Manuel Guijarro Cosín                                                     | PSPV-PSOE                                 |
| 1987-1991 | Manuel Guijarro Cosín                                                     | PSPV-PSOE                                 |
| 1991-1995 | Manuel Guijarro Cosín                                                     | PSPV-PSOE                                 |
| 1995-1999 | Manuel Guijarro Cosín                                                     | PSPV-PSOE                                 |
| 1999-2003 | José Rafael Rodrigo Boronat                                               | Grupo Independiente de Sot de Chera (GIS) |
| 2003-2007 | José Rafael Rodrigo Boronat                                               | Grupo Independiente de Sot de Chera (GIS) |
| 2007-2011 | César Rodrigo Mínguez (2007-2009) José Rafael Rodrigo Boronat (2009-2011) | Grupo Independiente de Sot de Chera (GIS) |
| 2011-2015 | José Rafael Rodrigo Boronat                                               | PP                                        |
| 2015-2019 | Tomás Cervera Carrió                                                      | PP                                        |
| 2019-2023 | Inmaculada Montón Alcañiz                                                 | PSPV-PSOE                                 |
| 2023-act. | Tomás Cervera Carrió                                                      | PP                                        |

## Patrimonio

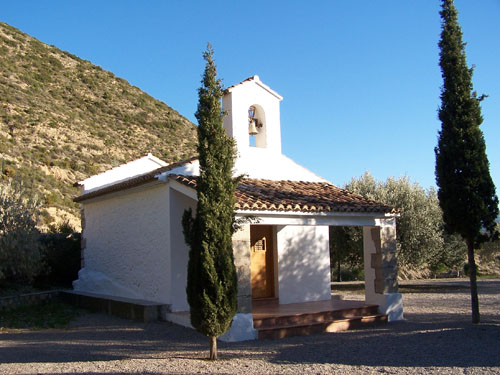
Ermita de San Roque.

- El Castillo de Sot de Chera, de origen medieval, está inscrito como Bien de Interés Cultural y figura en el inventario arqueológico de la Comunidad Valenciana. Se ubica en un promontorio sobre el río Sot y conserva restos de muralla. En el entorno se han hallado cerámicas ibéricas y musulmanas, además de túneles subterráneos asociados a la fortificación. También se encuentran las ruinas de la primitiva iglesia junto al castillo.[11]
- Ermita de San Roque, de estilo renacentista y construida en 1592, se sitúa sobre un promontorio a 500 m del pueblo y está dedicada al patrón local. Destaca por su tradición de mantener una llama encendida, actualmente sustituida por velas, y por el uso comunitario de sus llaves. Es un lugar de valor paisajístico y espiritual, rodeado de jardines, con acceso en forma de calvario y espacio para celebraciones populares.[12]
- Iglesia de San Sebastián de estilo neoclásico del siglo XVII, está ubicada en el casco antiguo de Sot de Chera. Consta de una nave central con capillas laterales, un campanario cuadrado y una decoración interior sobria en blanco. Destaca por conservar un sagrario-tríptico atribuido a Juan de Juanes, del siglo XVI.[13]
- Almazara del Condees un importante vestigio del patrimonio señorial de Sot de Chera, destacando como la industria oleica más antigua del municipio. La agricultura, especialmente el cultivo del olivo, ha sido esencial en la economía local, con variedades tradicionales como Sollana y Villalonga. Los olivos, cultivados en secano, producen aceite de calidad que depende de las lluvias, y también se consumen como aceitunas de mesa adobadas.[14]
- Lavadero municipal, inaugurado en 1958 tras reformas, aprovechaba el agua de la acequia del pueblo y servía tanto para lavar ropa como para recoger agua. En el año 2000, se realizaron mejoras significativas, incluyendo ventanas-mirador al río y la recuperación de un muro de piedra.[15]

## Lugares de interés natural y paisajístico
- Mirador El Morron. En la cima del promontorio rocoso que lleva su nombre, se encuentra este mirador, desde el cual se pueden apreciar vistas panorámicas de todo el valle de Sot. Situado a 548 m de altitud, se puede acceder a él a través de los senderos cercanos.[16]
- El anticlinal. Sot de Chera es un hito geológico de gran relevancia debido al plegamiento casi perfecto que ocurre entre dos fuerzas rocosas. Este fenómeno geológico ha hecho que el municipio sea conocido en el ámbito geológico, siendo visitado anualmente por numerosos interesados en observar la sucesión de anticlinales y sinclinales. Su importancia ha consolidado a Sot de Chera como un punto de referencia en estudios geológicos.[17]
- Las Toscas. El paraje ubicado en el curso del río Sot, al este del término municipal, es un lugar de notable interés natural. Rodeado por montañas como la Umbría del Caballo (454 m) y el Alto de las Pedrizas (583 m), destaca por su cascada de curso irregular y una pequeña cueva con varias bocas de acceso interconectadas. Este espacio es visitado frecuentemente tanto por vecinos como por turistas, especialmente en verano.[18]
- El Charco El Gruñidor es un espacio público que, en invierno, sirve como paseo y, en verano, como zona de baño, siendo uno de los principales recursos turísticos de Sot de Chera. El río Sot, de aproximadamente 12 km de longitud, cruza el municipio y forma paisajes como Las Fuentes, La Canal y piscinas naturales cerca del núcleo urbano, además de ser famoso por sus balsas naturales y el acueducto romano que lo cruza.[19]
- Cuevas del Morrón están situadas en la partida La Solana de las Cuevas en Sot de Chera, consisten en dos formaciones rocosas que, en el pasado, fueron utilizadas como corrales de ganado. La primera tiene una boca de 25 x 4 m y un recorrido de 12 m, mientras que la segunda es más grande, con una boca de 12 x 7 m y un recorrido de 17 m. Actualmente, ambas cuevas pueden ser visitadas a través de una senda que parte del depósito de agua potable en el paraje del Ramal.[20]

## Fiestas locales
- Hogueras de San Antón.se celebra el fin de semana más cercano al 17 de enero, con actividades como la elaboración tradicional de aceite, gastronomía local, hogueras, música y la bendición de animales. El domingo se organiza una ruta medioambiental por los parajes del municipio.[21]
- Hogueras de San Sebastián. La festividad de San Sebastián, patrón de Sot de Chera, se celebra el 20 de enero con una misa y una comida popular en la plaza del Ayuntamiento, donde se reparten ingredientes para paella entre los vecinos. Es la fiesta invernal más destacada del municipio. Además, el Corpus Christi se celebra con gran tradición y sentimiento religioso.[22]
- Fiestas de Santa Ana y San Roque. La festividad de Santa Ana se celebra el 18 de agosto con una subasta de platos típicos elaborados por los vecinos, con el fin de preservar la gastronomía local. Destacan actividades tradicionales como "La Pozalá" y el popular juego del "Pollo en la Plaza". La jornada incluye una carrera a la ermita de San Roque, pasacalles y el reparto de higos con mistela.[23] El 16 de agosto se celebra san Roque de gran tradición y devoción en el pueblo.

## Gastronomía
La gastronomía de Sot de Chera, al igual que la de otras zonas serranas, se caracteriza por platos consistentes, ideales para afrontar los duros inviernos y las exigencias del trabajo rural. Entre las especialidades más representativas, que pueden degustarse por encargo en los restaurantes del municipio.
Destacan la olla churra, el rin-ran, los gazpachos del pastor, las gachasmigas, el ajoarriero, el mojete, los mantecados, los congretes y las llescas o torrijas.

## Recurso Natural
- Hito Geológico
- Paraje Las Toscas, España
- Charco El Gruñidor